# NURR1
El receptor nuclear asociado 1 (NURR1) es una proteína que pertenece a los factores de transcripción intracelulares incluidos dentro de la familia de los receptores nucleares y se encuentra codificado, en humanos, por el gen HGNC NR4A2  (de sus siglas en inglés "nuclear receptor subfamily 4, group A, member 2").
NURR1 juega un papel clave en el mantenimiento del sistema dopaminérgico del cerebro. Se han descrito mutaciones en el gen NR4A2 que han sido asociadas con desórdenes relacionados con disfunciones dopaminérgicas tales como la enfermedad de Parkinson, la esquizofrenia o el trastorno bipolar. La desregulación de este gen podría estar asociada con la aparición de artritis reumatoide. Se han identificado cuatro variantes transcripcionales de este gen, que codifican cuatro isoformas diferentes de la proteína. Aunque podrían existir más variantes, no se ha logrado determinar el tamaño total de ninguna otra.

## Interacciones
La proteína NURR1 ha demostrado ser capaz de interaccionar con:
- Receptor de ácido retinoico alfa[4]
- Receptor de ácido retinoico beta[4]